# 院判
院判，中國古代官職之一，在清朝，此官職配置於朝廷之太醫院，品等為正六品。該官職又有左右院判之分，主要為太醫院實際院務運作，為研究供應宮廷醫藥與御醫配置。1910年代，清朝滅亡後，該官職廢除。